# Temavecka
En temavecka är en vecka som uppmärksammar ett visst tema (normalt sett årligen återkommande).
Ett exempel på temavecka är Nordisk biblioteksvecka med kura skymning, instiftad av Föreningen Norden, som högtidlighålls vecka 46 varje år.
FN har instiftat ett antal temaveckor, se FN:s internationella veckor.